# ماسائكي كوايدو
ماسائكي كوايدو (باليابانية: 小井土 正亮) (9 أبريل 1978 في غيفو في اليابان – )؛ هو لاعب كرة قدم ياباني سابق كان يلعب كمدافع.

## وصلات خارجية
- ماسائكي كوايدو على موقع رابطة كرة القدم اليابانية للمحترفين (اليابانية)
- ماسائكي كوايدو على موقع قاعدة بيانات كرة القدم.إي يو (الإنجليزية)
- ماسائكي كوايدو على موقع Soccerway.com (الإنجليزية)
- ماسائكي كوايدو على موقع كووورة